# Генеральная консистория
Генеральная консистория — принятое в исторической литературе название высшего коллегиального органа управления евангелическо-лютеранскими консисториями в Российской империи — Генеральной евангелическо-лютеранской консистории (с 1832 года).

## История создания
После победы в Наполеоновских войнах император Александр I под влиянием религиозно-мистических идей задался целью объединения всех протестантских (лютеранских и реформатских) церквей на территории Российской империи. Указом от 7 января 1818 года все протестанты империи объединялись в единую Евангелическую церковь с епископальным управлением, имеющую апостольскую преемственность от Церкви Швеции. В помощь епископу 20 июля 1819 года была учреждена Государственная евангелическая генеральная консистория с равным числом членов из мирян и духовенства. На неё возлагалось «производство духовных дел сего исповедания», руководство всеми протестантскими консисториями, наблюдение за исполнением церковных уставов и деятельностью протестантского духовенства, а также духовная цензура. Генеральную консисторию возглавлял светский президент, которому подчинялись вице-президент, два светских и три духовных члена (епископ и два обер-консисториальрата). Первым президентом Генеральной консистории был назначен попечитель Дерптского учебного округа Карл Андреевич Ливен, вице-президентом — статский советник Павел Павлович Пезаровиус (оба числились на своих постах лишь номинально, поскольку указ не был реализован). Духовным главой Евангелической церкви назначался епископ, кандидатуру которого утверждал император. Епископ Боргоский Закариас Сигнеус, переехавший в Санкт-Петербург по приглашению Александра I, в 1820 году был назначен епископом Санкт-Петербургским, возглавив реорганизованную Лютеранскую церковь России.

## Реакция на указ и развитие церковно-административного управления протестантами при Николае I
Введение епископского управления вызвало протест многих протестантских консисторий на местах, остзейского дворянства, а также последователей кальвинизма, отстаивавших систему общинного церковного самоуправления. Планы Александра I по созданию в Российской империи протестантской церкви с епископальным управлением постигла неудача, прежде всего из-за кончины императора.
Реорганизация Лютеранской церкви затянулась на долгие годы. Лишь в конце 1820-х годов комиссией, составленной из сотрудников Министерства духовных дел и народного просвещения и Генеральной консистории, был разработан новый устав Евангелическо-Лютеранской церкви в России. 28 декабря 1832 года он был утверждён императором Николаем I и стал законом, закрепившим включение управления протестантскими церквями в систему государственно-административного управления. Этим уставом определялся штат и полномочия нового коллегиального органа церковно-административного управления — Генеральной евангелическо-лютеранской консистории, которой передавались функции упразднённой Юстиц-коллегии Лифляндских и Эстляндских дел. В составе Генеральной консистории, подчинявшейся через посредство министра внутренних дел императору, было и так называемое «Особое заседание» для реформатских общин.
Все лютеранские общины объединялись в единую церковь. Вся территория Российской империи была разделена на 8 консисториальных округов, шесть из которых располагались в Остзейских провинциях, а остальные два — Петербургский и Московский — охватывали практически всю империю: первый — запад Европейской части России и Украину, а второй — территорию от Москвы до Тихого океана.
Генеральная консистория имела светского президента (с 1833 по 1845 гг. — граф Павел фон Тизенгаузен) и духовного вице-президента (с 1832 по 1840 г. — И. Ф. А. Фольборт). Обновлённая Генеральная консистория состояла, в свою очередь, из двух консисторий, находившихся в Москве и Санкт-Петербурге.
Все дела решались на общих заседаниях Генеральной консистории (т. н. юридиках), которые проходили дважды в год. Кроме того, при Генеральной консистории была учреждена должность прокурора.
«Закон о Евангелическо-Лютеранской церкви в России» дал российским лютеранам единые правовые основы существования и общие богослужебные правила. Новый закон обеспечивал лютеранской церкви государственную поддержку, а также способствовал развитию форм солидарной поддержки со стороны сильных общин слабым. Он дал мощный толчок в строительстве церковных зданий, образовательных и благотворительных учреждений лютеран. В этом же направлении действовала основанная в 1859 году «Вспомогательная касса для Евангелическо-лютеранских общин в России», которая также обеспечивала жалованье и пенсии духовенству и их семьям в отдалённых и бедных общинах.

## Президенты Генеральной консистории
- Граф Павел Иванович Тизенгаузен (1833—1845)
- Барон Егор Фёдорович Мейендорф (1845—1879)
- Гирс, Фёдор Карлович (1888—1891)
- Барон Александр Александрович Икскуль фон Гильденбандт (1891—1896)
- Эмилий Васильевич Шольц (1897—1913)
- Барон Юлий Александрович Икскуль фон Гильденбандт (1914—1917)

## Вице-президенты Генеральной консистории
- 1832 — 1840 — Иоганн Фридрих Август Фольборт (1768—1840)
- 1840 — 1856 — Фридрих Николай фон Пауфлер (1778—1856)
- 1856 — 1868 — Карл Христиан Ульман (1793—1871)
- 1868 — 1892 — Юлий Иванович фон Рихтер (1808—1892)
- 1892 — 1918 — Конрад Раймунд Фрейфельд (1847—1923)